# Lithuania Propria

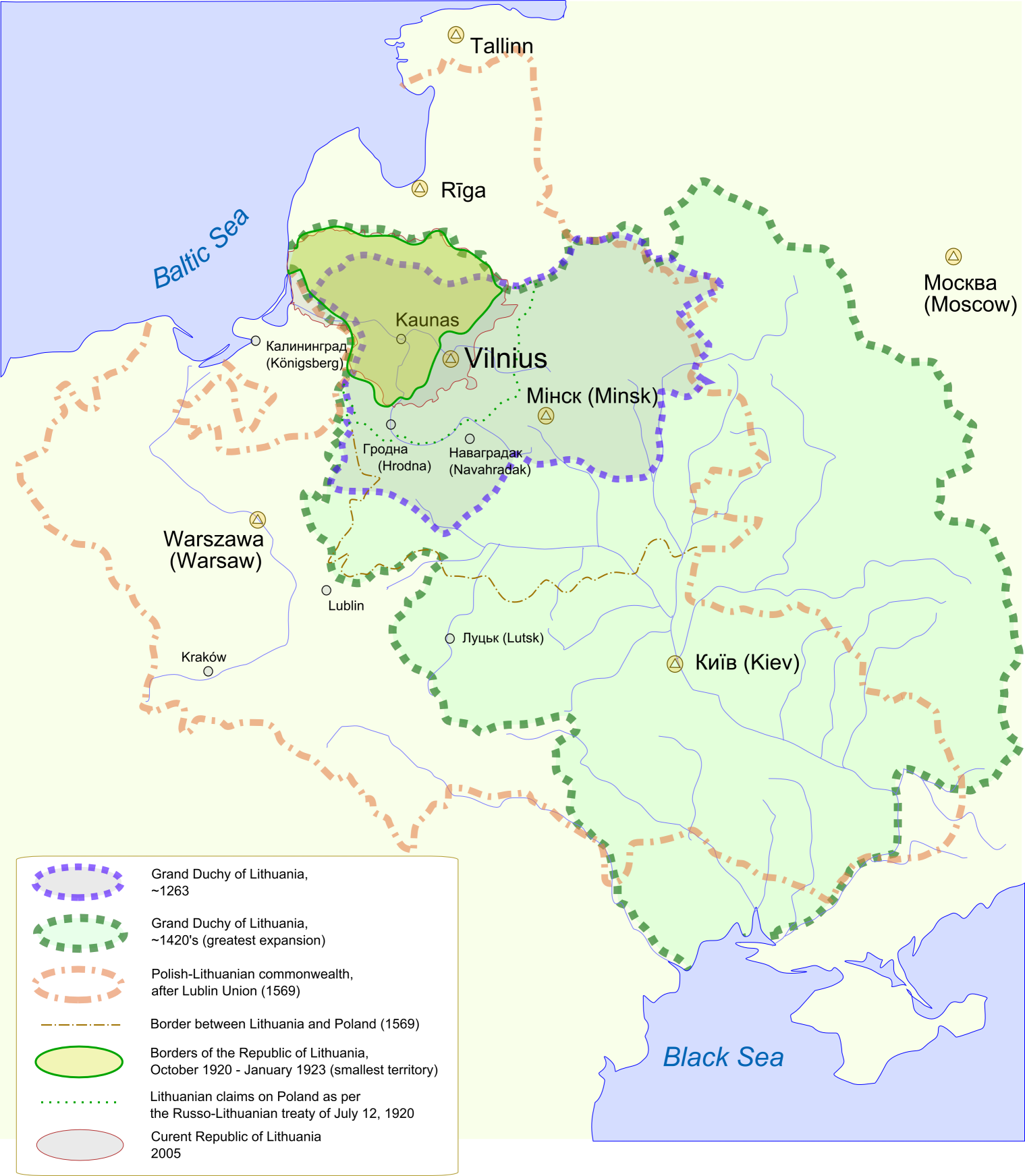
Mappa che mostra l'evoluzione politico-territoriale della Lituania dal XIII secolo ad oggi

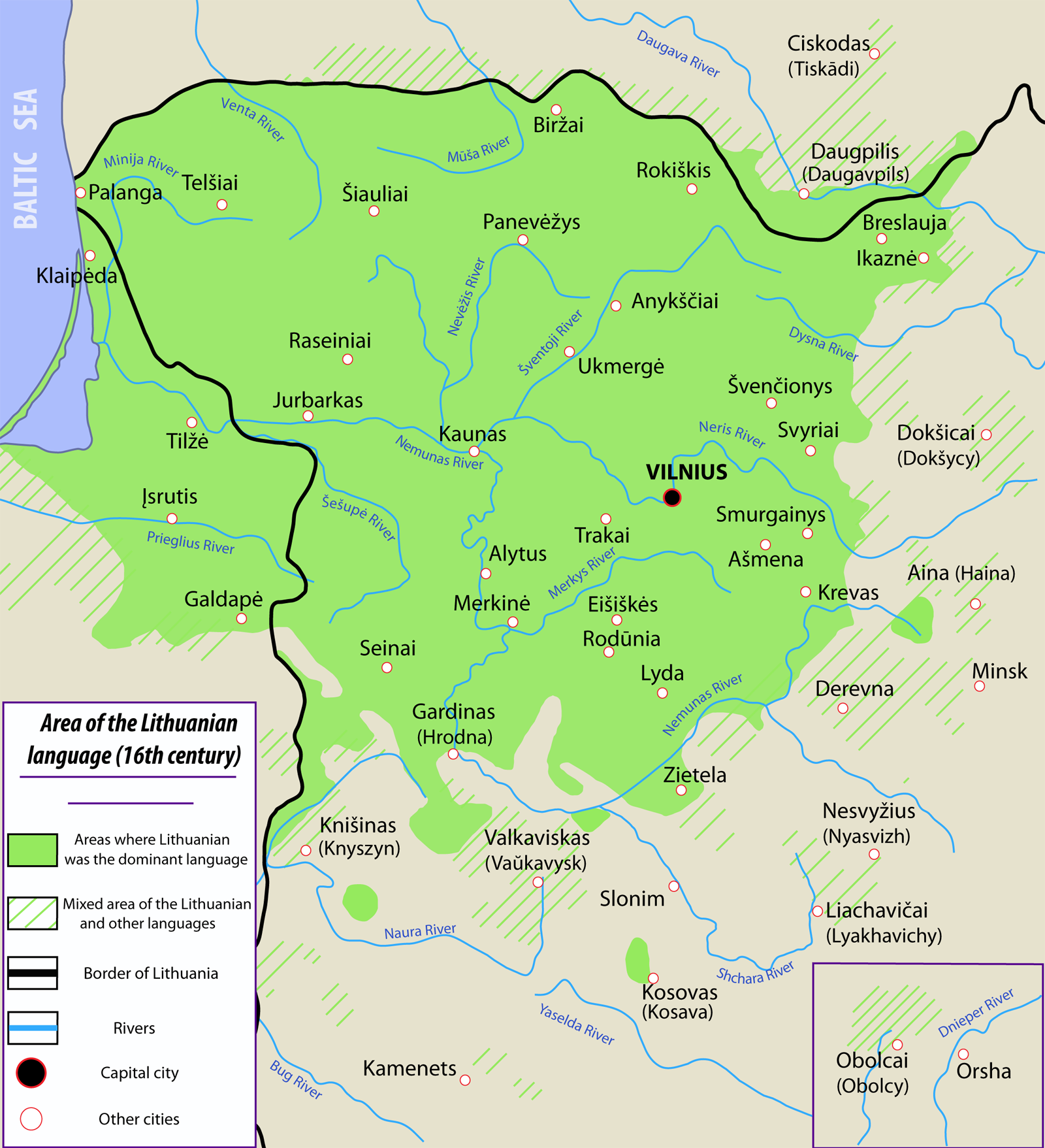
Area in cui si parlava il lituano nel XVI secolo

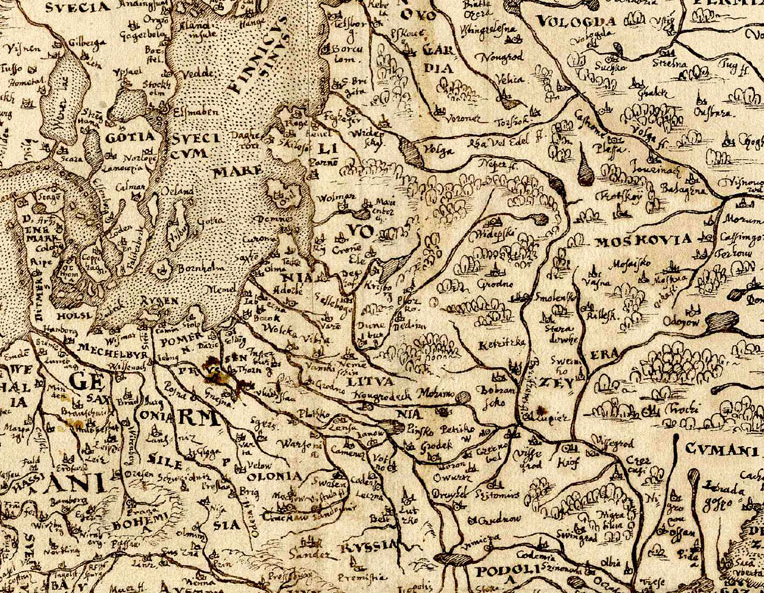
Lituania in una mappa del 1570

La Lituania propria (Lithuania Propria o ancora Lithuania propria, così come identificata da un'espressione latina letteralmente traducibile in Lituania autentica, Lituania propriamente detta; in lituano  Tikroji Lietuva, Didžioji Lietuva, in yiddish ליטע‎?) indica una regione esistita nel Granducato di Lituania dove si parlava la lingua lituana. In linea generale, l'area geografica cui si faceva riferimento potrebbe essere identificata con il Ducato di Lituania, il territorio che darà poi luogo allo sviluppo e alla formazione del Granducato di Lituania. Per delimitarne gli spazi, si sono sforzati i missionari cattolici impegnati nell'opera di cristianizzazione dei pagani baltici. La conversione al cristianesimo della Lituania avvenne solo nel 1387, quando il Granducato di Lituania esisteva già da quasi due secoli. Si cercò di operare una distinzione geografica in base alla religione professata, in quanto alcune zone della Rutenia si erano convertite alla religione ortodossa. Il termine latino Lithuania Propria divenne di largo uso durante il Medioevo, tanto da essere riscontrabile in più mappe storiche fino alla prima guerra mondiale.
Talvolta, la Lituania propria veniva identificata con l'espressione Lituania Maggiore, di modo che fosse più marcata e comprensibile la distinzione con la Lituania Minore. Gli abitanti della Lituania Propria nel Granducato di Lituania erano definiti "Litvin".

## Evoluzione del termine

### Prima del Granducato di Lituania
Gli storici identificano la Lithuania propria (o Terra Lituana in senso stretto) come un'area geografica abitata da comunità lituane già prima della costituzione del Granducato di Lituania: nelle immediate vicinanze, si erano poi riuniti altri gruppi in zone più o meno ampie: presso la Nalšia, presso Deltuva, e presso Upytė. Secondo Henryk Łowmiański, la Lituania propria sarebbe stata il nucleo costitutivo del futuro Voivodato di Trakai tra i fiumi Nemunas, Neris e Merkys. Tomas Baranauskas indica che la Lituania Propria fosse da immaginare nel circondario di Ašmjany, prima abitato da comunità lituane e ora politicamente appartenente alla Bielorussia. Stando a quanto sostiene Mikola Yermalovič, (anche se la sua teoria è fortemente discussa da altri studiosi) la regione geografica dibattuta (in bielorusso Летапiсная Лiтва, letteralmente "Lituania delle cronache") si trovava più a nord, presso le rive del fiume Neman: il corso d'acqua scorre nella Bielorussia di oggi.

### Nel Granducato di Lituania

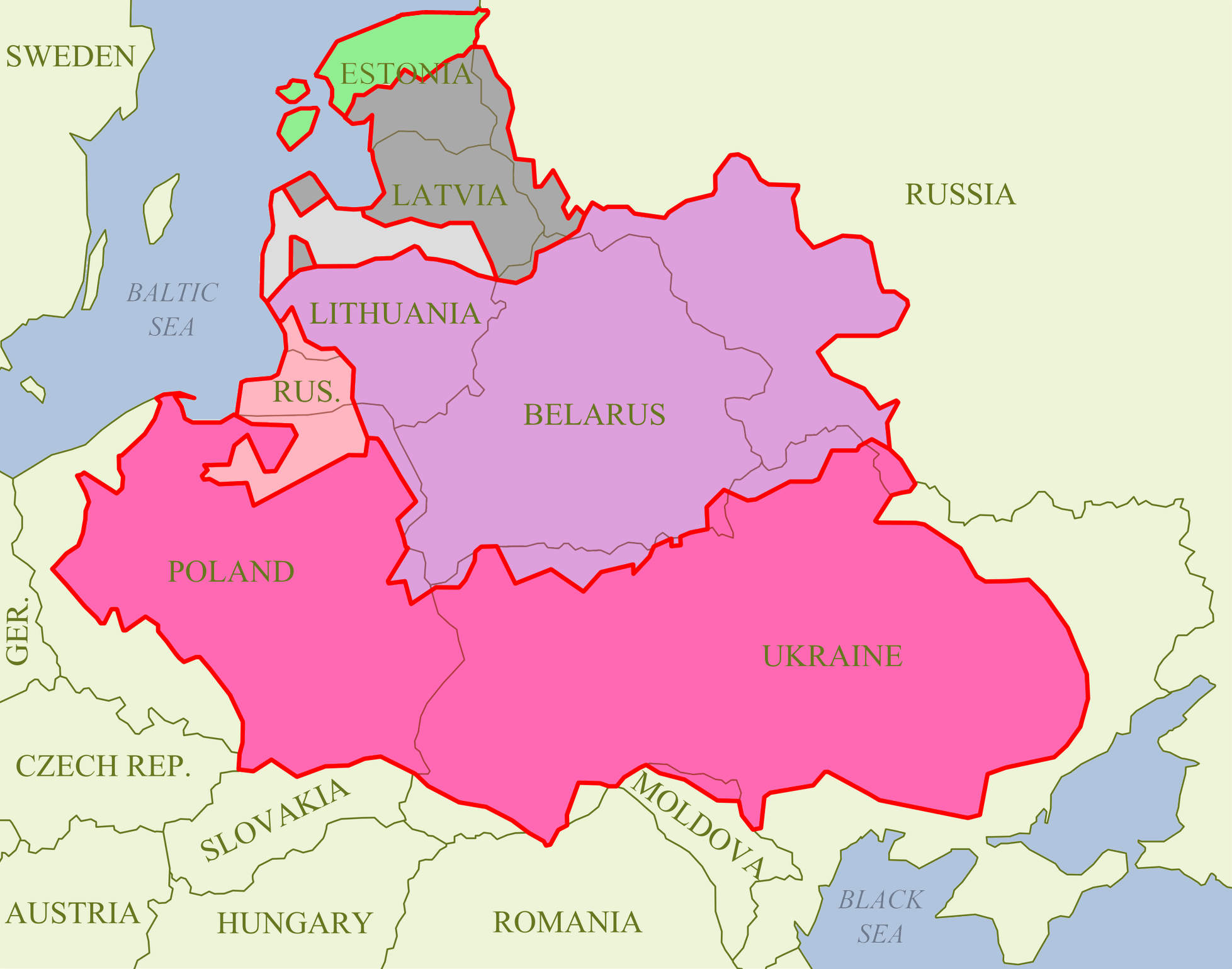
Confini della Confederazione polacco-lituana: sono visibili in grigio i confini geografici attuali

Gli studiosi spesso usano la parola Lithuania propria in riferimento alle terre abitate da etnie lituane. Tale scelta viene operata per renderla meglio identificabile rispetto a quei territori del Granducato di Lituania abitati dai ruteni (antenati degli attuali bielorussi e ucraini), dai russi, dai polacchi, dagli ebrei lituani o di altra nazionalità. Del resto, già durante il Granducato, con Lituania propria si intendevano le terre popolate dai lituani. A livello amministrativo, l'area consisteva nel Voivodato di Vilnius e nel Voivodato di Trakai. Queste partizioni continuarono a sussistere anche nel corso delle varie spartizioni della Polonia nel corso del 1700. Il Granducato di Lituania era così suddiviso in diverse regioni storiche: la Samogizia, l'Aukštaitija, la Lituania Propria e Rutenia Bianca.
L'unica parte su cui si hanno notizie molto precise riguarda il confine settentrionale della Lituania: quello attuale con la Lettonia è il più antico dell'intera Europa: non è infatti mai cambiato dalla battaglia di Šiauliai del 1236, nonostante le successive schermaglie che coinvolsero le popolazioni locali prima contro i cavalieri portaspada e poi contro l'Ordine teutonico.

### Aree orientali della Lithuania Propria
Nel corso dei secoli, le terre orientali e meridionali di questa zona, furono lentamente rutenizzate, polonizzate e russificate, per via dei legami assai stretti con la Rutenia e la Polonia: la presenza di gruppi etnici lituani iniziò così a decrescere o ad assimilarsi adatte comunità. La parte est della Lithuania Propria soffrì pesantemente del Diluvio, con il risultato che un numero molto alto di abitanti morì nei conflitti, di inedia, di stenti o di peste: un grave periodo di crisi colpì l'area anche nel corso della grande guerra del Nord tra il 1710 e il 1711. Le immigrazioni successive (e costante) dei ruteni e dei polacchi accelerarono di edulcorazione dell'elemento lituano nell'area. In particolare, una forte stroncatura in termini di "de-lituanizzazione" si ebbe quando la Lituania divenne parte dell'Impero russo (si pensi a misure quali il bando della stampa lituana (1865-1904). Il processo continuò durante la parentesi polacca: molte scuole e molte biblioteche che insegnavano o divulgavano testi in lingua lituana furono chiuse e, più tardi, furono soppresse del tutto in queste aree geografiche per mano dei sovietici. Oggigiorno, minoranze lituane ancora popolano l'attuale Bielorussia orientale (o il Distretto di Braslaŭ) e il Nord della Polonia (interessante il caso di Punsk, unico comune della Polonia dove vige il bilinguismo polacco/lituano). Molti altri abitanti di queste regioni parlano correntemente il bielorusso, considerandosi però, ancora lituani nello spirito.

## Sviluppi moderni
Al termine della Grande Guerra, il consiglio della Lituania dichiarò il Paese baltico indipendente redigendo un atto formale.
Dopo le negoziazioni con la RSFSR, un'ampia fetta della Lituania propria divenne parte dell'URSS: ciò in virtù di quanto sancito dal Trattato di Mosca (1920 Urss-Lituania). Alcuni di questi territori furono annessi alla Seconda Repubblica di Polonia. In virtù di una situazione siffatta, l'Esercito lituano arrivò presto ad iniziare una serie di scontri militari, i quali condussero alla guerra polacco-lituana.
Nel 1943, Antanas Smetona (al tempo in esilio) iniziò a condurre studi sulla "Lithuania Propria". Ne doveva venir fuori un libro, dedicato alla storia delle terre nazionali prima della polonizzazione, russificazione, e germanizzazione: l'intento era quello di dimostrare le radici lituane di molte delle aree non più appartenenti alla Lituania di modo che, conclusasi un domani la seconda guerra mondiale ancora in corso, potessero essere restituite al Paese baltico dalla conferenza di pace. La sua opera, sebbene avviata, non fu mai ultimata e per lungo tempo ne fu disponibile solo una breve parte: del resto dell'opera non se ne conosceva l'esistenza.
Nel XXI secolo, lo Stato non ha fatto nessuna rivendicazione territoriale. Di conseguenza, la vicenda storica della Lituania Propria può considerarsi virtualmente chiusa.